# Бензис, Лесли
Лесли Питер Бензис (англ. Leslie Peter Benzies; род. 17 января 1971, Абердин, Шотландия) — шотландский продюсер, геймдизайнер и геймдиректор. Ранее являлся президентом британской студии Rockstar North, дочерней компании Rockstar Games и известной по серии компьютерных игр Grand Theft Auto. Являлся режиссёром, геймдизайнером и продюсером серии Grand Theft Auto, начиная с Grand Theft Auto III и заканчивая Grand Theft Auto V (включая Grand Theft Auto Online) . Бензис покинул Rockstar в 2016 году и с апреля 2016 по февраль 2019 года судился с Take-Two Interactive, материнской компании Rockstar, по поводу не выплаченных роялти.
Является основателем студии Rocket Boy Games, которая занимается разработкой игры Everywhere.

## Биография

### Ранние годы
Лесли Бензис родился 17 января 1971 года в шотландском городе Абердине, затем в юношестве переехал Элгин. По его словам, с компьютером он познакомился ещё в детстве и серьезно им увлёкся, занявшись программированием и ремонтом ПК. Когда Бензису было 11 лет, его отец Леонард купил компьютер Dragon 32.

### Карьера
Первый серьёзный успех пришел к Лесли в середине 1990-х годов, когда он послал резюме лидеру компании DMA Design (позднее известную как Rockstar North) Дэвиду Джонсу и получил место разработчика видеоигры Space Station Silicon Valley для приставки Nintendo 64. Эта игра вышла в октябре 1998 года, после чего он начал собирать команду, которая должна была создать Grand Theft Auto III.
В 2005 году он и Сэм Хаузер, президент Rockstar Games, получили специальную премию BAFTA.
Бензис взял творческий отпуск в Rockstar 1 сентября 2014 года. В январе 2016 года было объявлено, что он покинул компанию. Затем 12 апреля 2016 года Бензис начал судебный процесс против Rockstar Games и ее материнской компании Take-Two Interactive, требуя 150 миллионов долларов в качестве не выплаченных роялти.
В январе 2017 года он основал пять новых компаний, в том числе Royal Circus Games, которая была намерена разрабатывать игры для консолей, ПК и мобильных устройств. В дальнейшем в 2018 году Royal Circus Games переименовалась в Build a Rocket Boy. Компания привлекла 32 миллиона фунтов стерлингов от инвесторов из Китая и Нью-Йорка для своей предстоящей игры Everywhere.
7 февраля 2019 года судебный процесс Бензиса с Take-Two завершился урегулированием конфликта конфиденциальным соглашением.
Является почётным доктором дизайна Университета Роберта Гордона (2015).

## Карьера
| Год  | Игра                                     | Роль                                 |
| ---- | ---------------------------------------- | ------------------------------------ |
| 1998 | Space Station Silicon Valley             | ведущий программист                  |
| 2001 | Grand Theft Auto III                     | геймдиректор, продюсер, геймдизайнер |
| 2002 | Grand Theft Auto: Vice City              | геймдиректор, продюсер, геймдизайнер |
| 2003 | Manhunt                                  | продюсер, директор по разработке     |
| 2004 | Grand Theft Auto: San Andreas            | геймдиректор, продюсер, геймдизайнер |
| 2005 | Grand Theft Auto: Liberty City Stories   | продюсер                             |
| 2006 | Grand Theft Auto: Vice City Stories      | продюсер                             |
| 2007 | Manhunt 2                                | продюсер                             |
| 2008 | Grand Theft Auto IV                      | геймдиректор, продюсер, геймдизайнер |
| 2009 | Grand Theft Auto: The Lost and Damned    | продюсер                             |
| 2009 | Grand Theft Auto: Chinatown Wars         | продюсер                             |
| 2009 | Grand Theft Auto: The Ballad of Gay Tony | продюсер                             |
| 2010 | Red Dead Redemption                      | продюсер                             |
| 2011 | L.A. Noire                               | исполнительный продюсер              |
| 2012 | Max Payne 3                              | исполнительный продюсер              |
| 2013 | Grand Theft Auto V                       | геймдиректор, продюсер, геймдизайнер |
| 2025 | MindsEye                                 | геймдиректор                         |
| TBA  | Everywhere                               | геймдиректор, геймдизайнер           |